# Egzocytoza

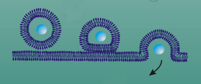
Schemat procesu egzocytozy

Egzocytoza (gr. éxō ‘na zewnątrz’, kýtos ‘komórka’) – proces usuwania z komórki eukariotycznej różnych substancji, dla których błona komórkowa jest nieprzepuszczalna. Odbywa się on za pośrednictwem błoniastych pęcherzyków, które zlewają się z błoną komórkową, uwalniając zgromadzoną wewnątrz substancję do przestrzeni międzykomórkowej. Pęcherzyki te powstają najczęściej w retikulum endoplazmatycznym lub w aparacie Golgiego, chociaż mogą być nimi również wakuole (pokarmowe lub autofagowe). Na drodze egzocytozy usuwane są z komórki m.in.:
- metabolity,
- hormony i neuroprzekaźniki (np. wydzielane z pęcherzyków synaptycznych),
- enzymy,
- przeciwciała,
- białka oraz węglowodany stanowiące budulec ściany komórkowej,
- uszkodzone organella.